# Sjoestedtacris marginata
Sjoestedtacris marginata är en insektsart som beskrevs av Baehr 1992. Sjoestedtacris marginata ingår i släktet Sjoestedtacris och familjen gräshoppor. Inga underarter finns listade i Catalogue of Life.